# Pablo Thiam
Pour les articles homonymes, voir Thiam.
Pablo Thiam est un footballeur international guinéen né le 3 janvier 1974 à Conakry.

## Carrière
| Année     | Club          | Pays      |
| --------- | ------------- | --------- |
| 1992-1993 | FC Cologne II | Allemagne |
| 1993-1994 | FC Cologne II | Allemagne |
| 1994-1995 | FC Cologne    | Allemagne |
| 1995-1996 | FC Cologne    | Allemagne |
| 1996-1997 | FC Cologne    | Allemagne |
| 1997-1998 | FC Cologne    | Allemagne |
| 1998-1999 | VfB Stuttgart | Allemagne |
| 1999-2000 | VfB Stuttgart | Allemagne |
| 2000-2001 | VfB Stuttgart | Allemagne |
| 2001-2002 | Bayern Munich | Allemagne |
| 2002-2003 | Bayern Munich | Allemagne |
| 2002-2003 | VfL Wolfsburg | Allemagne |
| 2003-2004 | VfL Wolfsburg | Allemagne |
| 2004-2005 | VfL Wolfsburg | Allemagne |
| 2005-2006 | VfL Wolfsburg | Allemagne |
| 2006-2007 | VfL Wolfsburg | Allemagne |
| 2007-2008 | VfL Wolfsburg | Allemagne |